# Anne-Marie Colchen

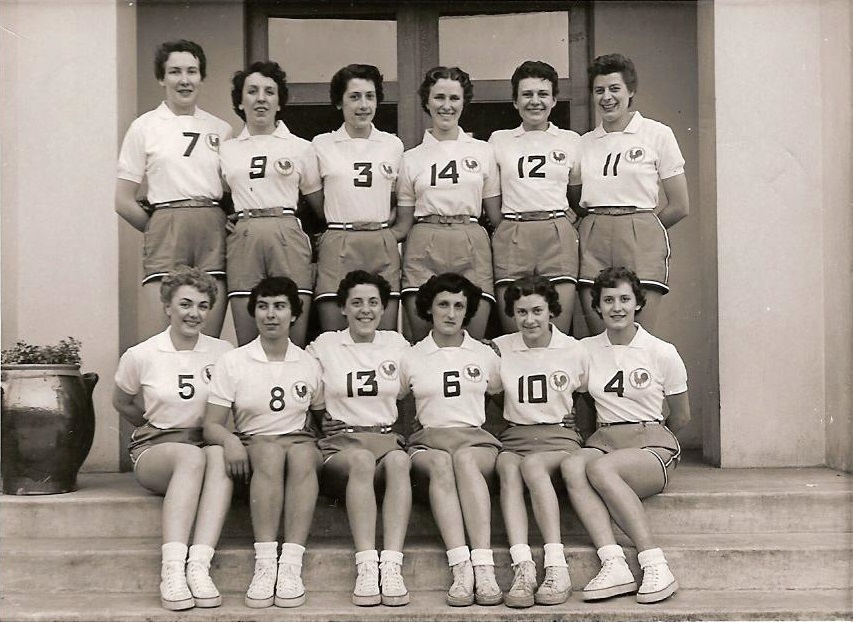
Die französische Basketballnationalmannschaft 1953, Colchen trägt Nummer 7

Anne-Marie Renée Laure Colchen, nach Heirat Maillet (* 8. Dezember 1925 in Le Havre; † 26. Januar 2017 in Sanary-sur-Mer) war eine französische Leichtathletin und Basketballspielerin. Bei einer Körpergröße von 1,82 m hatte sie ein Wettkampfgewicht von 68 kg.
Anne-Marie Colchen gewann 1946 bei den ersten Leichtathletik-Europameisterschaften nach dem Zweiten Weltkrieg zwei Medaillen. Im Hochsprung gewann sie mit 1,60 m Gold vor fünf Springerinnen, die auf 1,57 m kamen. Zu diesen fünf Springerinnen gehörte als Viertplatzierte auch Fanny Blankers-Koen, die mit 1,71 m den Weltrekord hielt.
Mit der französischen 4-mal-100-Meter-Staffel gewann Anne-Marie Colchen 1946 Silber hinter der Staffel der Niederlande.
Bei den Olympischen Spielen 1948 belegte Colchen mit 1,40 m nur Rang 14. Bei den Europameisterschaften 1950 erreichte sie mit 1,50 m Platz 6.
Von 1946 bis 1956 wurde Anne-Marie Colchen 66 mal in die französische Basketballnationalmannschaft berufen.